# التقاط وتخزين ثنائي أكسيد الكربون
عزل ثاني أكسيد الكربون هو عملية دفن غاز ثاني أكسيد الكربون في باطن الأرض، ويتم ذلك بعد فصل الغاز واحتجازه في صهاريج عند انبعاثه من محطات توليد الكهرباء. تتم عمليات الفصل والاحتجاز والدفن لغاز ثاني أكسيد الكربون بهدف التخفيف من زيادة حرارة الأرض التي أصبحت تؤرِّق العالم لأنها تهدد مستقبل حياة البشر على الأرض. يتم تخزين ثاني أكسيد الكربون المعزول في ما يسمى بالوعة ثاني أكسيد الكربون.

حبس انبعاثات ثاني أكسيد الكربون من محطة تعمل بالفحم

احتجاز الكربون وتخزينه: CCS بالعودة إلى التكنولوجيا في محاولة لمنع تحرير كميات كبيرة من CO2 في الغلاف الجوي الناتجة عن استخدام الوقود الأحفوري في توليد الطاقة وغيرها من الصناعات التي CO2 وذلك باحتجازه ونقله، وفي نهاية المطاف، ضخه في تكوينات جيولوجية تحت الأرض لتخزين آمن بعيدا عن الغلاف الجوي. وهو وسيلة محتملة للتخفيف من مساهمة الانبعاثات من الوقود الأحفوري لظاهرة الاحتباس الحراري. وتستند هذه العملية على التقاط ثاني أكسيد الكربون (CO2) من مصادر كبيرة متعددة، مثل حرق الوقود الاحفوري، وتخزينه، حيث أنها لن تدخل في الغلاف الجوي. ويمكن أيضا أن يستخدم لوصف تنقية CO2 من الهواء المحيط بوصفها تقنية الهندسة الجيولوجية، رغم عمليات حقن CO2 في التكوينات الجيولوجية يتم لأغراض مختلفة، وتخزينه على المدى الطويل من CO2 هو مفهوم جديد نسبيا.وكان أول مثال تجاري ويبورن في عام 2000.
وكنطاق تجريبي متكامل في احتجاز الكربون وتخزينه كنت البداية في في سبتمبر ايلول عام 2008 في شرق ألمانيافي محطة الطاقة شوارتز Pumpe ، على أمل الإجابة على الأسئلة حول الجدوى التكنولوجية والكفاءة الاقتصادية. وقد لوحظ في هذا المصنع انه تم الحد من انبعاثات CO2 في الغلاف الجوي ما يقرب من 80-90٪ مقارنة مع مصنع بدون (CCS) وتشير تقديرات الفريق الحكومي الدولي أن الإمكانات الاقتصادية للCCS يمكن أن تكون بين 10٪ و55٪ من مجموع الجهود لتخفيف الكربون حتى عام 2100.
ويتوخى تخزين CO2 إما في التكوينات الجيولوجية العميقة، في أعماق المحيطات، أو في شكل المعادن الكربونية. التخزين العميق في المحيطات يواجهه الكثير من المخاطر مثل زيادة حموضة المحيط، وهي نفس القضية التي تنتج أيضا من الزيادة في نسبة ثاني أكسيد الكربون في الغلاف الجوي بالفعل. وتعتبر حاليا التكوينات الجيولوجية هي المواقع الواعدة لعمليات التخزين لهذا الغاز. وهناك مشكلة عامة هو أن التوقعات على المدى الطويل حول الأمن والتخزين تحت الأرض صعبة جدا وغير مؤكدة، ولا يزال هناك خطر أن CO2 قد تسرب من التخزين في الجو.

## احتجاز الكربون
احتجاز CO2 هو على الارجح يكون أكثر فعالية في المصادر الثابتة، مثل منشآت الوقود الاحفوري الكبيرة أو منشآت الطاقة الحيوية، الصناعات مع انبعاثات CO2 الرئيسية، معالجة الغاز الطبيعي ومحطات الوقود الصناعي والوقود الأحفوري القائم على إنتاج الهيدروجين من النباتات. تركيز CO2 ينخفض بشدة كلما تتحرك بسرعة بعيدا عن المصدر. انخفاض التركيز يزيد من كمية التدفق الشامل التي يجب أن تتم معالجته (للطن الواحد من غاز ثاني أكسيد الكربون المستخرج). الهواء يحتوي أيضا على الأكسجين، ولكن على ذلك، تنقية CO2 من الجو، ومن ثم تخزين CO2، يمكن أن تبطئ من دورة الأوكسجين في الغلاف الجوي.
CO2 مركزة من احتراق الفحم في الأكسجين النقي نسبيا، ويمكن معالجتها مباشرة. ومع ذلك يمكن أن الشوائب في تيارات CO2 يكون لها تأثير كبير على سلوك مرحلتها، ويمكن أن تشكل تهديدا كبيرا لزيادة تآكل خطوط الأنابيب والمواد جيدا. وفي الحالات التي تكون فيها شوائب CO2 موجودة، وخاصة مع احتجاز على الهواء، سيكون هناك حاجة لعملية التنقية.
الكائنات الحية التي تنتج الإيثانول عن طريق التخمي رتنتج CO2 نقية أساسا والتي يمكن ضخها تحت الأرض.
على نطاق واسع، ثلاثة أنواع مختلفة من التقنيات لعمليات التنقية موجودة: في مرحلة ما بعد الاحتراق، ومرحلة ما قبل الاحتراق، والاحتراق l:
مرحلة ما بعد الاحتراق: ، تتم إزالة CO2 بعد احتراق الوقود الأحفوري - وهذا هو المخطط الذي سيطبق على الوقود الأحفوري وحرق محطات توليد الكهرباء. هنا، يتم التقاط ثاني أكسيد الكربون من غازات المداخن في محطات توليد الطاقة أو غيرها من مصادر ثابتة كبيرة. ومن المفهوم جيدا التكنولوجيا ويستخدم حاليا في التطبيقات الصناعية الأخرى، وإن لم يكن على المستوى ذاته كما قد تكون مطلوبة في محطة للطاقة على نطاق تجاري.
ويطبق على نطاق واسع التكنولوجيا لمرحلة ما قبل الاحتراق في الأسمدة والكيماويات والوقود الغازي (H2، CH4)، وإنتاج الطاقة. وفي هذه الحالات، يتأكسد جزئيا الوقود الأحفوري، على سبيل المثال في التغويز. يتم إزاحة الغاز المتزايد الناتج (أول أكسيد الكربون وH2O) إلى CO2 وH2 أكثر. ويمكن احتجاز CO2 الناتجة عن تيار العادمة نقي نسبيا. ويمكن الآن للH2 استخدامه كوقود، تتم إزالة ثاني أكسيد الكربون قبل الاحتراق هناك العديد من المزايا والعيوب بالمقارنة مع الطرق التقليدية لاحتجاز احتراق غاز ثاني أكسيد الكربون. تتم إزالة CO2 بعد احتراق الوقود الأحفوري، ولكن قبل أن يتم التوسع في غازات المداخن إلى الضغط الجوي. يتم تطبيق هذا المخطط إلى محطات جديدة لطاقة الوقود الأحفوري وحرق، أو إلى المصانع القائمة حيث إعادة المحرك هو خيار. القيام بحجز غاز ثاني أكسيد الكربون قبل التوسع، أي من الغاز المضغوط، هو المعيار في تقريبا جميع عمليات الاحتجاز ل CO2 الصناعية، وعلى الصعيد نفسه كما ستكون هناك حاجة لمحطات الطاقة فائدة.
في مرحلة احتراق الوقود يتم حرق الوقود في الأكسجين بدلا من الهواء. يتم تعميمها للحد من درجة حرارة اللهب مما أدى إلى مستويات مشترك خلال الاحتراق التقليدية، وتبريد غاز المداخن وحقنه في غرفة الاحتراق. وغازات المداخن يتكون من غاز ثاني أكسيد الكربون وبخار الماء بشكل أساسي، وهذه الأخيرة التي يتم تكثيف من خلال التبريد. والنتيجة هي ثاني أكسيد الكربون النقي تقريبا تيار التي يمكن نقلها إلى موقع احتجاز وتخزينها. محطة توليد الكهرباء والتي يشار إليها أحيانا على عمليات تستند إلى oxyfuel الاحتراق ب «صفر انبعاثات» دورات، وذلك لأن تخزين CO2 ليس جزء إزالتها من تيار غاز المداخن (كما في حالات احتجاز الكربون في مرحلة ما قبل وما بعد الاحتراق) ولكن غازات المداخن التيار نفسه. وهناك جزء معين من CO2 المتولدة خلال عمليات الاحتراق تنتهي لا محالة في الماء المكثف. لتبرير تسمية «الانبعاثات الصفر» الماء سوف يكون له بالتالي أن يعامل أو التخلص منها بشكل مناسب. تقنية واعدة، ولكن فصل الهواء الأولي خطوة تتطلب الكثير من الطاقة.
أسلوب بديل التي هي قيد التطوير، هو مادة كيميائية حلقات الاحتراق (CLC). الكيميائية حلقات يستخدم أكسيد المعادن باعتبارها الناقل الأكسجين الصلبة. جسيمات أكسيد المعادن تتفاعل مع وقود صلبة أو سائلة أو غازية في الاحتراق مميعة، وإنتاج الجزيئات المعدنية الصلبة، وخليط من غاز ثاني أكسيد الكربون وبخار الماء. ويتم تكثيف بخار الماء، وترك النقي غاز ثاني أكسيد الكربون ومن ثم يمكن عزلها. يتم تعميم هذه الجزيئات المعدنية الصلبة إلى آخر مميعة، حيث تتفاعل مع الهواء، وإنتاج الحرارة والجسيمات تجديد أكسيد المعادن التي تم تعميمها على الاحتراق مميعة. والبديل من حلقات الكيميائية حلقات الكالسيوم، والذي يستخدم كربونات بالتناوب ثم التكليس من الكالسيوم الناقل أكسيد القائمة باعتبارها وسيلة لالتقاط CO2.
وقد قدم مقترحات الهندسة القليلة لهذه المهمة أكثر صعوبة من احتجاز CO2 مباشرة من الجو، ولكن العمل في هذا المجال لا يزال في مراحله الأولى. وتقدر تكاليف الاحتجاز على أن تكون أعلى من مصدره، ولكن قد يكون ممكنا للتعامل مع الانبعاثات من مصادر الانتشار مثل صناعة السيارات والطائرات. والطاقة المطلوبة نظريا لالتقاط الهواء هو فقط ما يزيد قليلا عن الاحتجاز عليه من مصادره، التكاليف الإضافية تأتي من الأجهزة التي تستخدم تدفق الهواء الطبيعي.أثبتت تقنيات الأبحاث العالمية ما قبل النموذج الأولي للتكنولوجيا التقاط الهواء في عام 2007.
إزالة CO2 من الغلاف الجوي هو شكل من أشكال الهندسة الجيولوجية بواسطة معالجة غازات الاحتباس الحراري. وتلقى تقنيات من هذا النوع على نطاق واسع التغطية الإعلامية لأنها توفر وعد إيجاد حل شامل لظاهرة الاحتباس الحراري إذا كان من الممكن تقترن تكنولوجيات فعالة تنحية الكربون.
فمن المعتاد أن نرى مثل هذه التقنيات المقترحة لالتقاط الهواء، لتلقي العلاج من غازات المداخن. هو أكثر شيوعا اقترح احتجاز ثاني أكسيد الكربون وتخزينه في محطات حرق الفحم في الأكسجين المستخرجة من الهواء، وهو ما يعني يتركز عاليا CO2 ولا عملية الغسل أمر ضروري. وفقا لموارد الطاقة في Wallula مركز ولاية واشنطن، من قبل gasifying الفحم، وأنه من الممكن للقبض على حوالي 65٪ من ثاني أكسيد الكربون جزءا لا يتجزأ من فيه، وعزل عنه في شكل صلب.

## نقله
بعد احتجاز، CO2 يجب أن يتم نقلها إلى مواقع التخزين الملائمة. يتم ذلك عن طريق خط الانابيب، الذي هو عادة أرخص وسيلة للنقل. في عام 2008، كان هناك ما يقرب من 5800 كيلومترا من خطوط الأنابيب CO2 في الولايات المتحدة، تستخدم لنقل CO2 إلى حقول إنتاج النفط حيث يتم حقن ثم في الحقول الأقدم لاستخراج النفط. ويطلق عادة على حقن من CO2 لإنتاج النفط الاستخلاص المعزز للنفط أو الاستخلاص المعزز للنفط. وبالإضافة إلى ذلك، هناك عدة برامج تجريبية في مراحل مختلفة لاختبار التخزين على المدى الطويل من CO2 في غير المنتجة للنفط التكوينات الجيولوجية.
وفقا لخدمة أبحاث الكونغرس، وقال «هناك أسئلة لم يتم الرد عليها مهم حول متطلبات شبكة الأنابيب، والتنظيم الاقتصادي، وفائدة لاسترداد التكاليف، والتصنيف التنظيمي من CO2 نفسها، وسلامة خط الانابيب. وعلاوة على ذلك، وذلك لأنخطوط الأنابيب CO2 عن الاستخلاص المعزز للنفط هي بالفعل قيد الاستخدام اليوم، القرارات السياسية التي تؤثر على خطوط الأنابيب CO2 تأخذ على الضرورة الملحة التي هي غير المعترف بها من قبل العديد. تصنيف الاتحادية CO2كسلعة على حد سواء (من قبل مكتب إدارة الأراضي) وكملوث (من قبل وكالة حماية البيئة) يمكن أن تؤدي إلى احتمال نزاعفوري والتي قد تحتاج إلى معالجة، ليس فقط من أجل تطبيق قانون الأحوال المدنية في المستقبل، ولكن أيضا لضمان اتساققانون الأحوال المدنية في المستقبل مع العمليات خط أنابيب CO2 اليوم».
ويمكن أيضا حزام ناقل COA نظام أو سفينة تستخدم للنقل. يتم حاليا استخدام هذه الأساليب لنقل CO2 لتطبيقات أخرى.

## حجزه
وقد تم وضع تصور أشكال مختلفة للتخزين الدائم من CO2. وتشمل هذه الأشكال تخزين الغازية في مختلف التشكيلات الجيولوجية العميقة (بما في ذلك التكوينات الملحية وحقول الغاز)، تخزين السائل في المحيط، وتخزين صلبة من قبل رد فعل من CO2 مع أكاسيد المعادن لإنتاج كربونات مستقر.

### التخزين في طبقات الأرض الجيولوجية
المعروف أيضا باسم الحبس الجغرافة، وهذا الأسلوب ينطوي على حقن ثاني أكسيد الكربون، مباشرة في تشكيلات جيولوجية تحت الأرض. وقد اقترحت حقول النفط وحقول الغاز، والتكوينات الملحية، طبقات الفحم unmineable، وتكوينات البازلت المالحة مليئة مثل مواقع التخزين. ومختلف الآليات الملائمة المادية (على سبيل المثال، غير منفذة للغاية الصخري) والجيوكيميائية منع CO2 من الهرب إلى السطح.
أحيانا يتم حقن CO2 في حقول النفط في الانخفاض إلى زيادة معدلات استخراج النفط. يتم حقن نحو 30 إلى 50 مليون طن متري من CO2 سنويا في الولايات المتحدة في حقول النفط في الانخفاض. هذا الخيار جذابا لأنه يتم عادة في الجيولوجيا من خزانات النفط والغاز مفهومة جيدا، ويمكن تعويض تكاليف التخزين جزئيا من بيع إضافية النفط الذي يتم استرداد . مساوئ حقول النفط القديمة وتوزيعها الجغرافي ومحدودية قدراتها، فضلا عن حقيقة أن حرق لاحقة من النفط الإضافية المستخرجة لذلك سوف يعوض كثيرا أو كل من التخفيض في انبعاثات CO2.
ويمكن استخدام طبقات الفحم Unmineable لتخزين CO2 لأن جزيئات CO2 نعلق على سطح من الفحم. الجدوى الفنية، ومع ذلك، يعتمد على نفاذية من السرير الفحم. في عملية امتصاص النشرات استيعاب الفحم سابقا والميثان، ويمكن استرداد غاز الميثان (غاز الميثان من تعزيز انتعاش الفحم). يمكن أن تستخدم لبيع غاز الميثان لتعويض جزء من تكلفة تخزين CO2. حرق غاز الميثان الناتج، ومع ذلك، إنتاج CO2، والذي من شأنه أن يلغي بعض من الفوائد المترتبة على عزل وCO2 الأصلي.
التكوينات الملحية تحتوي على المياه المالحة المعدنية للغاية، وحتى الآن تم النظر فيها من أي فائدة للبشر. وقد استخدمت طبقات المياه الجوفية المالحة لتخزين النفايات الكيميائية في حالات قليلة. والميزة الرئيسية لطبقات المياه الجوفية المالحة هو من الضخامة حجم التخزين المحتملة وقوعها مشترك. أما العيب الرئيسي من طبقات المياه الجوفية المالحة هو أن لا يعرف إلا القليل نسبيا عنها، لا سيما بالمقارنة مع حقول النفط. للحفاظ على تكلفة تخزين مقبولة قد تكون محدودة في الاستكشاف الجيوفيزيائي، مما يؤدي في جو من عدم اليقين بشأن هيكل طبقة المياه الجوفية. وخلافا للتخزين في حقول النفط أو الفحم، لن المنتج جانب تعويض تكاليف التخزين. قد تسرب من الخلف CO2 في الغلاف الجوي وجود مشكلة في تخزين المياه الجوفية المالحة. تبين البحوث الحالية، مع ذلك، أن الآليات الملائمة عدة شل تحت الأرض CO2، والحد من خطر التسرب.
لحسن مختار، تصميم وإدارة مواقع التخزين الجيولوجي، وتشير تقديرات الفريق الحكومي الدولي التي يمكن أن المحاصرين CO2 لملايين السنين، والمواقع من المرجح أن يحتفظ بأكثر من 99٪ من CO2 حقن أكثر من 1,000 سنة. في عام 2009 أفادت التقارير أن العلماء قد تم تعيينها 6000 ميل مربع (16000 km2) من التكوينات الصخرية في الولايات المتحدة التي يمكن أن تستخدم لتخزين تصل إلى 500 عاما من انبعاثات غاز ثاني أكسيد الكربون الولايات المتحدة.

### التخزين في المحيطات
شكل آخر من أشكال المقترحة للتخزين الكربون في المحيطات. وقد اقترحت عدة مفاهيم:
«حل» يقحم CO2 عن طريق السفن أو خطوط الأنابيب في المحيط عمود الماء على عمق 1000-3000 م، وتشكيل سحابة التصاعدي، وCO2 يذوب في وقت لاحق في مياه البحر.
من خلال ودائع "بحيرة"، عن طريق حقن CO2 مباشرة في البحر على عمق أكبر من 3000 متر، حيث الضغط العالي يسيل CO2، مما يجعله أكثر كثافة من الماء، ويشكل سحابة نحو الانخفاض، التي قد تتراكم في قاع البحر وبحيرة " '، ومن المتوقع أن تأخير حل CO2 في المحيطات والغلاف الجوي، وربما لآلاف السنين.
استخدم تفاعل كيميائي إلى الجمع بين CO2 مع معدن كربونات (مثل الحجر الجيري) لتشكيل بيكربونات (ق)، على سبيل المثال: CO2 + كربونات الكالسيوم CaCO3 + H2O → الكالسيوم (HCO3) 2 (عبد القدير). ومع ذلك، يجب أن لا حل بيكربونات مائي يسمح لتجف، وإلا فإن رد فعل عكس سوف.
تخزين CO2 في هيدرات مشبك الصلبة الموجودة بالفعل في قاع المحيط، أو مشبك متزايد أكثر صلابة.
الآثار البيئية للتخزين المحيطية هي سلبية على وجه العموم، وغير مفهومة. تجمعات كبيرة من CO2 يمكن أن تقتل الكائنات الحية في المحيطات، ولكن ثمة مشكلة أخرى هي أن CO2 المذاب في نهاية المطاف أن تتوازن مع الغلاف الجوي، وبالتالي فإن تخزين لن تكون دائمة. وبالإضافة إلى ذلك، كجزء من CO2 يتفاعل مع الماء لتكوين حمض الكربونيك، H2CO3، الحموضة من الزيادات في مياه المحيط. ولا يزال الغموض يكتنف الآثار المترتبة البيئية على أشكال الحياة القاعية للمناطق، bathypelagic abyssopelagic وhadopelagic. على الرغم من الحياة على ما يبدو متفرق وليس في أحواض المحيطات العميقة، يمكن للطاقة والمواد الكيميائية في آثار هذه الأحواض العميقة يكون لها آثار بعيدة المدى. ولا بد من عمل الكثير لتحديد مدى المشاكل المحتملة.
وقد قدر الوقت الذي تستغرقه المياه في المحيطات العميقة أن تعمم على السطح لتكون ما يقرب من 1600 سنة، وهذا يتوقف على التيارات وغيرها من الظروف المتغيرة. وتقدر تكاليف التخلص من أعماق المحيطات من CO2 السائل دولار أمريكي 40-80/tonne من CO2 (2002 دولار). هذا الرقم يغطي تكاليف الحراسة في محطة توليد الكهرباء والنقل البحري إلى موقع التخلص من النفايات.
فإن نهج بيكربونات لحد من آثار الحموضة وتعزيز الاحتفاظ CO2 في المحيط، ولكن هذا من شأنه أيضا أن يزيد من التكاليف والآثار البيئية الأخرى.
وسيلة إضافية للحبس طويل الأمد يستند إلى المحيط هو جمع بقايا المحاصيل مثل سيقان الذرة أو القش في بالات المرجح زيادة كبيرة من الكتلة الحيوية وايداعها في المناطق المراوح الرسوبية في حوض المحيط العميق. وإسقاط هذه المخلفات في المراوح الغرينية يتسبب في دفن المخلفات بسرعة في الطمي في قاع البحر، عزل الكتلة الحيوية لفترات زمنية طويلة جدا.المراوح الغرينية توجد في جميع محيطات وبحار العالم حيث تقع قبالة دلتا نهر حافة الجرف القاري، مثل مروحة ميسيسيبي الطمي في خليج المكسيك ومروحة النيل الطمي في البحر الأبيض المتوسط.
للأسف، والكتلة الحيوية ومخلفات المحاصيل الزراعية تشكل مكونا هاما للغاية وقيمة للزراعة التربة السطحية والتنمية المستدامة. إخراجها من المعادلة الأرضية هو محفوف بالمخاطر والمشاكل. [بحاجة لمصدر] وإذا استخدمت المحاصيل الملقحة، فإنه يؤدي إلى تفاقم نضوب المغذيات، وزيادة الاعتماد على الأسمدة الكيماوية، وبالتالي، والبتروكيماويات، وبالتالي هزيمة النوايا الأصلية للحد من CO2 في الغلاف الجوي. ومع ذلك فمن المرجح أن تستخدم اقل تكلفة محاصيل الطاقة من السليولوز، وعادة ما تكون هذه غير مخصبة، وعلى الرغم من أنه من المحتمل أن لا يزال البتروكيماويات يمكن استخدامها لتجميع والنقل.

### التخزين في المعادن
في هذه العملية، وكان رد فعل exothermically CO2 مع أكاسيد المعادن المتاحة، والتي بدورها تنتج كربونات مستقر.هذه العملية تحدث بشكل طبيعي على مدى سنوات عديدة، وهي مسؤولة عن قدر كبير من الحجر الجيري السطحية. وقد تم الترويج لفكرة استخدام الزبرجد الزيتوني من قبل Schuiling أستاذ كيميائي الجيولوجيا. يمكن جعل معدل التفاعلبشكل أسرع، على سبيل المثال عن طريق الاستجابة عند ارتفاع درجات الحرارة و/ أو الضغوط، أو عن طريق المعالجة المسبقة للمعادن، وعلى الرغم من أن هذا الأسلوب يمكن أن تتطلب طاقة إضافية. الفريق الحكومي الدولي يقدر أن محطة لتوليد الكهرباء مجهزة CCS باستخدام تخزين المعادن والطاقة بحاجة 60-180٪ أكثر من محطة لتوليد الكهرباء من دونقانون الأحوال المدنية.
والآن اقتصاديات الكربنة المعدنية على نطاق واسع التي يجري اختبارها في عالم أول طيارة مشروع مصنع مقره فينيوكاسل، أستراليا. وقد تقنيات جديدة لتفعيل المعدنية ورد فعل وضعت مجموعة GreenMag وجامعة نيوكاسل، وبتمويل من نيو ساوث ويلز الأسترالية والحكومات لتكون جاهزة بحلول عام 2013.
دراسة عن تنحية المعدنية في الولايات الولايات المتحدة:
عزل الكربون عن طريق تفاعل المغنيسيوم والكالسيوم التي تحدث بشكل طبيعي تحتوي على المعادن مع CO2 لتكوينالكربونات لديه العديد من المزايا الفريدة. معظم notabl [ه] هو أن تكون هناك دولة كربونات أقل من الطاقة من CO2، وهذا هو السبب الكربنة المعدنية غير مواتية الحرارية ويحدث بشكل طبيعي (على سبيل المثال، والتجوية من الصخور على مدى فترات زمنية جيولوجية). وثانيا، فإن المواد الخام مثل المعادن المغنيسيوم مقرها وفيرة. وأخيرا، فإن إنتاج الكربوناتفي حالة مستقرة بلا شك، وبالتالي إعادة إطلاق سراح من CO2 في الغلاف الجوي ليست قضية. ومع ذلك، مساراتكربونات التقليدية ما زالت بطيئة في ظل درجات الحرارة المحيطة والضغوط. التحدي الكبير التي تتناولها هذه الجهود إلى تحديد مسار كربونات صناعيا وقابلة للاستمرار من الناحية البيئية من شأنها أن تسمح لتنفيذها امتصاص المعادن معالاقتصاد مقبول.

## تسرب الكربون

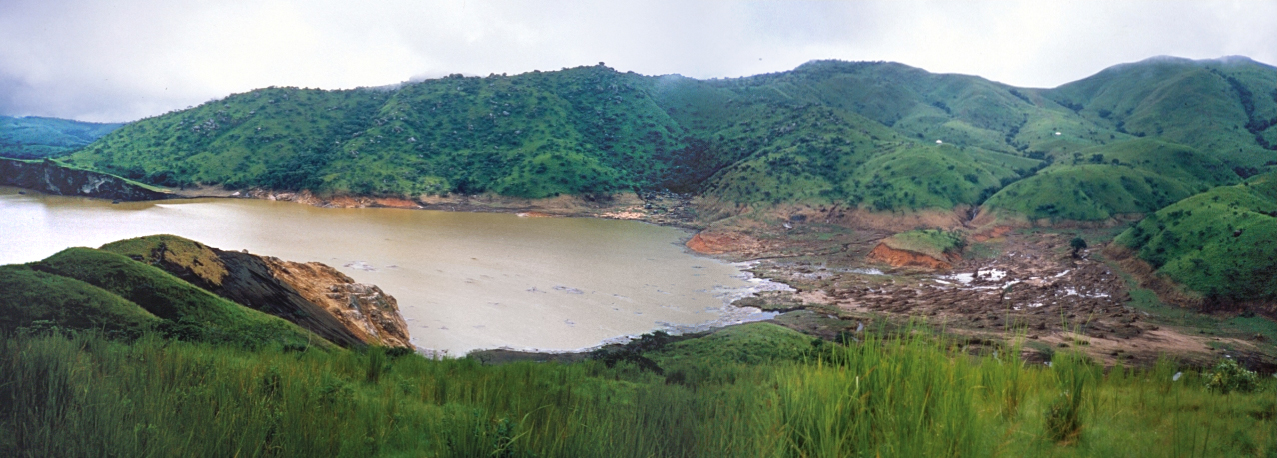
بحيرة نيوس كما بدا أقل من أسبوعين بعد الانفجار، 29 أغسطس 1986.

مصدر القلق الرئيسي هو ما إذا كان قانون الأحوال المدنية مع تسرب من ثاني أكسيد الكربون المخزن سوف يقدم تنازلات من قانون الأحوال المدنية على أنه خيار تخفيف تغير المناخ. لاختيارها جيدا، تصميم وإدارة مواقع التخزين الجيولوجي، والفريق الحكومي الدولي يقدر أن مخاطر مماثلة لتلك التي ترتبط مع نشاط النفط والغاز الحالية. على الرغم من أن بعض هذه مسألة افتراض كما التعسفي مشيرا إلى عدم وجود خبرة في تخزين هذه على المدى الطويل. وعلى الرغم من بعض التسرب يحدث صعودا من خلال التربة، وتحديد مواقع التخزين بشكل جيد ومن المرجح أن يحتفظ بأكثر من 99٪ من حقن ثاني أكسيد الكربون أكثر من 1000 سنة. تسرب من خلال أنبوب حقن هو أكبر خطر.
على الرغم من أن حقن الانابيب عادة محمي مع عدم عودة الصمامات لمنع انقطاع التيار الكهربائي، ما زال هناك خطر يتمثل في أن الأنبوب نفسه يمكن أن تمزق وتسرب بسبب ضغط. على سبيل المثال، حيث بيان متواضع من ثاني أكسيد الكربون من خط أنابيب تحت جسر أسفر عن وفاة بعض البط هناك. ومن أجل قياس انبعاثات الكربون عرضي بشكل أكثر دقة وتقليل خطر من الوفيات من خلال هذا النوع من التسرب، وقد تم اقتراح تنفيذ متر تنبيه ثاني أكسيد الكربون حول محيط المشروع.
في عام 1986 وارتفع تسرب كبير من ثاني أكسيد الكربون معزولا بشكل طبيعي من بحيرة نيوس في الكاميرون واختنق 1700 شخص. في حين تم عزل الكربون بشكل طبيعي، يشير البعض إلى أن هذا الحدث دليلا على الآثار الكارثية المحتملة لعزل الكربون بشكل مصطنع. نتج عن كارثة بحيرة نيوس من حدث بركاني، الذي صدر فجأة جدا بقدر ما هي كم مكعب من الغاز ثاني أكسيد الكربون من بين مجموعة من ثاني أكسيد الكربون التي تحدث بشكل طبيعي تحت البحيرة في واد ضيق عميق. موقع هذا التجمع من ثاني أكسيد الكربون ليست مكانا حيث يمكن للإنسان أن يحقن أو يخزين ثاني أكسيد الكربون ، وانه لم يعرف هذا التجمع حول ولا ترصد حتى بعد وقوع الكوارث الطبيعية.
لتخزين المحيط، والاحتفاظ ثاني أكسيد الكربون يعتمد على عمق. وتشير تقديرات الفريق الحكومي الدولي سيحتفظ 30-85٪ من ثاني أكسيد الكربون المحتجز بعد 500 سنة لأعماق 1000-3000 م. لا يعتبر التخزين المعدنية كما وجود أي مخاطر من تسرب. الفريق الحكومي الدولي يوصي يضع حدودا لكمية التسرب التي يمكن أن تحدث. وهذا قد يستبعد عميق تخزين المحيط كخيار.
تجدر الإشارة إلى أنه في ظروف أعمق المحيطات، (حوالي 400 شريط أو ميغاباسكال 40، 280 K) (حيث تشكل كربونات / تحمض هو معدل الحد خطوة)، ولكن تشكيل ل من المياه CO2 هيدرات، وهو نوع من قفص المياه الصلبة التي تحيط ثاني أكسيد الكربون ، غير مواتية.
المعلومات الجيولوجية المتاحة تظهر عدم وجود أحداث التكتونية الكبرى بعد خلع تشكيل [خزان المياه المالح]. وهذا يعني أن البيئة الجيولوجية مستقرة وموقع مناسب لتخزين ثاني أكسيد الكربون. والقابلية للذوبان في محاصرة الشكل الأكثر دائم وآمن للتخزين الجيولوجي.

## إعادة تدوير ثاني أكسيد الكربون / احتجاز الكربون والاستفادة (CCU)
إعادة تدوير ثاني أكسيد الكربون قد توفر استجابة للتحدي العالمي المتمثل في الحد بشكل كبير من انبعاثات غازات الدفيئة من بواعث الرئيسية (الصناعية) ثابتة في المدى القريب والمتوسط، ولكنه يعتبر عادة فئة تكنولوجية مختلفة من قانون الأحوال المدنية. التكنولوجيات قيد التطوير، مثل تجميع CCS بيو الطحالب، وتستخدم ما قبل مدخنة CO2 (مثل من محطة للطاقة تعمل بالفحم) كمدخل مفيد كمادة وسيطة لإنتاج الطحالب الغنية بالنفط في الأغشية الشمسية لإنتاج النفط للمواد البلاستيكية والنقل وقود (بما في ذلك وقود الطائرات)، ومغذية مخزون تغذية لإنتاج حيوانات المزرعة. يتم حقن CO2 وغيره من الغازات المسببة للاحتباس الحراري في القبض على الأغشية التي تحتوي على مياه الصرف الصحي وتحديد سلالات من الطحالب تسبب، جنبا إلى جنب مع ضوء الشمس أو الأشعة فوق البنفسجية، والكتلة الحيوية الغنية بالنفط أن يتضاعف في كتلة كل 24 ساعة.
ويستند في تجميع الطحالب الحيوية عملية التركيب الضوئي في علوم الأرض: التكنولوجيا هي تماما تجميع وانيعاث، والنفقات الرأسمالية يمكن أن توفر عائدا على الاستثمار نتيجة لارتفاع قيمة السلع المنتجة (للنفط للمواد البلاستيكية والوقود والعلف).
باستخدام تخزين أدخنة ثاني أكسيد الكربون قبل الانبعاثات (وغيره من غازات الدفيئة) كمادة وسيطة في النمو الغنية بالنفط الكتلة الحيوية الطحالب، ولاية كوينزلاند، نيو ساوث ويلز ويجري محاكمتهم الحيوي CCS اختبار تجميع الطحالب المرافق في أستراليا أكبر ثلاث محطات الطاقة التي تعمل بالفحم، في الأغشية المغلقة لإنتاج البلاستيك وقود وسائل النقل ومغذية العلف الحيواني.
طريقة أخرى يمكن أن تكون مفيدة في التعامل مع المصادر الصناعية من ثاني أكسيد الكربون هو لتحويله إلى المواد الهيدروكربونية، حيث يمكن تخزينها أو استخدامها كوقود أو في صناعة البلاستيك. هناك عدد من المشاريع تحقق هذا الاحتمال.
موجودة تستند المتغيرات تنقية غاز ثاني أكسيد الكربون على كربونات البوتاسيوم والتي يمكن استخدامها لخلق الوقود السائل، على الرغم من هذه العملية تتطلب قدرا كبيرا من مدخلات الطاقة. على الرغم من أن إنشاء وقود من ثاني أكسيد الكربون في الغلاف الجوي ليست تقنية الهندسة الجيولوجية، كما أنها لا تعمل فعلا كما معالجة غازات الاحتباس الحراري، إلا أنه من المحتمل أن تكون مفيدة في خلق اقتصاد منخفض الكربون.
ومن الاستخدامات الأخرى لإنتاج كربونات مستقر من سيليكات (أي الزبرجد الزيتوني تنتج كربونات المغنيسيوم. وهذه العملية لا تزال في مرحلة البحث والتطوير .

### الطريقة الأولى: الميثانول
عملية مجربة لإنتاج النفط والغاز هو جعل الميثانول. وليس من السهل تخليق الميثانول من ثاني أكسيد الكربون وحاء واستنادا إلى هذه الحقيقة ولدت فكرة وجود اقتصاد الميثانول.

### الطريقة الثانية: النفط والغاز
في قسم الكيمياء الصناعية وهندسة المواد في جامعة مسينا، إيطاليا، هناك مشروع لتطوير نظام يعمل مثل خلية الوقود في الاتجاه المعاكس، حيث يتم استخدام محفز يمكن أشعة الشمس من تقسيم المياه إلى أيونات الهيدروجين والأكسجين (عبر غشاء) حيث تتفاعل مع ثاني أكسيد الكربون لانتاج المواد الهيدروكربونية.

### الطريقة الثالثة
إذا يسخن ثاني أكسيد الكربون إلى 2400 درجة مئوية، فإنها تنقسم إلى أول أكسيد الكربون (CO) والاوكسجين. ويمكن بعد ذلك عملية فيشر تروبش يمكن استخدامها لتحويل ثاني أكسيد الكربون في النفط والغاز. لا يمكن أن يتحقق على درجة الحرارة المطلوبة باستخدام غرفة تحتوي على مرآة لتركيز أشعة الشمس على الغاز. الفرق المتنافسة على تطوير مثل هذه الغرف، في مختبرات سانديا الوطنية، وكلاهما مقره في نيو مكسيكو. وفقا لسانديا يمكن لهذه الغرف توفر ما يكفي من الوقود للطاقة بنسبة 100٪ من السيارات المحلية باستخدام 5800 كيلومتر مربع، على عكس الوقود الحيوي هذا لن تتخذ الأراضي الخصبة بعيدا عن المحاصيل ولكن سيكون من الأراضي التي لا تستخدم في أي شيء آخر. وزار جيمس مايو، مقدم التلفزيون البريطاني، ومصنع مظاهرة في البرنامجيه في سلسلة أعماله «الأفكار الكبيرة».

## التكلفة
تتعدد الأسباب حول توقُع تسبُب احتجاز الكربون وتخزينه في ارتفاع الأسعار إذا استُخدم في محطات الطاقة التي تعمل بالغاز. أولًا، تؤدي زيادة متطلبات الطاقة لاحتجاز ثنائي أكسيد الكربون وضغطه إلى ارتفاع تكاليف تشغيل محطات الطاقة المجهزة لاحتجاز ثنائي أكسيد الكربون وتخزينه بشكل كبير. بالإضافة إلى ذلك، هناك تكاليف إضافية للاستثمار ورأس المال. من شأن هذه العملية أن تزيد من متطلبات الوقود لمحطة تستخدم تقنية احتجاز ثنائي أكسيد الكربون وتخزينه بنحو 15% لمحطة تعمل بالغاز. تشير التقديرات إلى أن تكلفة هذا الوقود الإضافي، فضلًا عن تكاليف التخزين وغيرها من تكاليف النظام، من الممكن أن تزيد من تكاليف الطاقة الناتجة عن محطة توليد الطاقة باستخدام تقنية احتجاز ثنائي أكسيد وتخزينه بنسبة 30% إلى 60%، اعتمادًا على الظروف الخاصة. من المرجح أن تكون مشاريع العرض التوضيحي قبل التجارية لاحتجاز ثنائي أكسيد الكربون وتخزينه أكثر تكلفة من تكنولوجيا احتجاز ثنائي أكسيد الكربون وتخزينه المكتملة، إذ يُقدر أن تتراوح التكاليف الإضافية الإجمالية لمشروع عرض توضيحي أولي ضخم من 0.5 إلى 1.1 مليار يورو لكل مشروع على مدى فترة المشروع. يمكن استخدام تطبيقات أخرى. اختُبرت تكنولوجيا احتجاز ثنائي أكسيد الكربون وتخزينه في مصانع تعمل بالفحم في أوائل القرن الحادي والعشرين، ولكن تبين أنها غير قابلة للتطبيق اقتصاديًا في أغلب البلدان (لا تزال التجارب جارية في الصين بدءًا من عام 2019 ولكنها تواجه تحديات لوجستية في النقل والتخزين).
تعتمد تكلفة احتجاز ثنائي أكسيد الكربون وتخزينه على تكلفة الاحتجاز والتخزين، التي تختلف وفقًا للطريقة المستخدمة. تتراوح تكلفة التخزين الجيولوجي في تكوينات ملحية أو في حقول نفط أو غاز ناضبة عادةً من 0.50 إلى 8.00 دولار أمريكي لكل طن من ثنائي أكسيد الكربون المحقون، بالإضافة إلى مبلغ إضافي يتراوح من 0.10 إلى 0.30 دولار أمريكي لتغطية تكاليف المراقبة. لكن عندما يُجمع التخزين مع استخراج محسن للنفط لاستخراج نفط إضافي من حقل نفط، قد يعود التخزين بفوائد صافية تتراوح بين 10 و16 دولارًا أمريكيًا لكل طن من ثنائي أكسيد الكربون المحقون (استنادًا إلى أسعار النفط عام 2003). من المرجح أن يؤدي هذا إلى نفي بعض تأثير احتجاز ثنائي أكسيد الكربون عندما يُحرق النفط كوقود.
يمكن إيجاد تكلفة الكهرباء المولدة من مصادر مختلفة بما في ذلك تلك التي تتضمن تكنولوجيات احتجاز ثنائي أكسيد الكربون وتخزينه في تكاليف الكهرباء بحسب مصدر الطاقة المولدة منه.
إذا كان احتجاز ثنائي أكسيد الكربون جزءًا من دورة الوقود فإن ثنائي أكسيد الكربون سيكون له قيمة وليس تكلفة. تعتبر دورة الوقود الشمسي أو الميثان التي طرحتها جمعية فراونهوفر من بين أمور أخرى مثالًا على نظام طاقة إلى غاز. تستخدم دورة «الوقود الشمسي» هذه؛ الطاقة الكهربائية المتجددة الزائدة لتكوين الهيدروجين عن طريق التحليل الكهربائي للماء. ثم يُدمج الهيدروجين مع ثنائي أكسيد الكربون لإنشاء غاز طبيعي اصطناعي وتخزينه في شبكة الغاز. مع ذلك، فإن هذا النظام ليس نظام احتجاز ثنائي أكسيد الكربون وتخزينه، إذ يُطلق ثنائي أكسيد الكربون إلى الغلاف الجوي عند احتراق الميثان.
في عام 2018، قُدر أن يكون تسعير الكربون الذي لا يقل عن 100 يورو مطلوبًا لكي تكون تكنولوجيا احتجاز ثنائي أكسيد الكربون وتخزينه الصناعية مجدية.
وفقًا لتقديرات حكومة المملكة المتحدة في أواخر العقد الثاني من الألفية الثانية، يُقدَّر أن احتجاز ثنائي أكسيد الكربون (دون تخزينه) يضيف 7 جنيهات إسترلينية لكل ميغا واط ساعي بحلول عام 2025 إلى تكلفة الكهرباء من محطة طاقة حديثة تعمل بالغاز: لكن سيلزم تخزين معظم ثنائي أكسيد الكربون بحيث تبلغ الزيادة الإجمالية في تكلفة توليد الكهرباء بالغاز أو الكتلة الحيوية نحو 50%.
قدمت الحكومات في مختلف أنحاء العالم مجموعة متنوعة من أشكال الدعم التمويلي للمشاريع التجريبية لاحتجاز ثنائي أكسيد الكربون وتخزينه، بما في ذلك الإعفاءات الضريبية، والمخصصات، والمنح. يرتبط التمويل بالرغبة في التعجيل بأنشطة الابتكار المتعلقة باحتجاز ثنائي أكسيد الكربون وتخزينه باعتبارها تكنولوجيا منخفضة الكربون والحاجة إلى أنشطة التحفيز الاقتصادي. اعتبارًا من عام 2011، وُفر ما يقارب 23.5 مليار دولار أمريكي لدعم هذه المشاريع واسعة النطاق في جميع أنحاء العالم.

### التمويل بواسطة آلية التنمية النظيفة
من بين السبل لتمويل المشاريع المستقبلية لاحتجاز ثنائي أكسيد الكربون وتخزينه من خلال آلية التنمية النظيفة التابعة لبروتوكول كيوتو. في مؤتمر الأمم المتحدة للتغير المناخي السادس عشر المعقود في عام 2010، أصدرت الهيئة الفرعية للمشورة العلمية والتكنولوجية في دورتها الثالثة والثلاثين مشروع وثيقة توصي بإدراج عمليات احتجاز ثنائي أكسيد الكربون وتخزينه في التكوينات الجيولوجية في أنشطة مشروع آلية التنمية النظيفة. في مؤتمر الأمم المتحدة للتغير المناخي السابع عشر المعقود في ديربان، تم التوصل إلى اتفاق نهائي لتمكين مشاريع احتجاز ثنائي أكسيد الكربون وتخزينه من الحصول على الدعم من خلال آلية التنمية النظيفة.

## تأثيرات بيئية

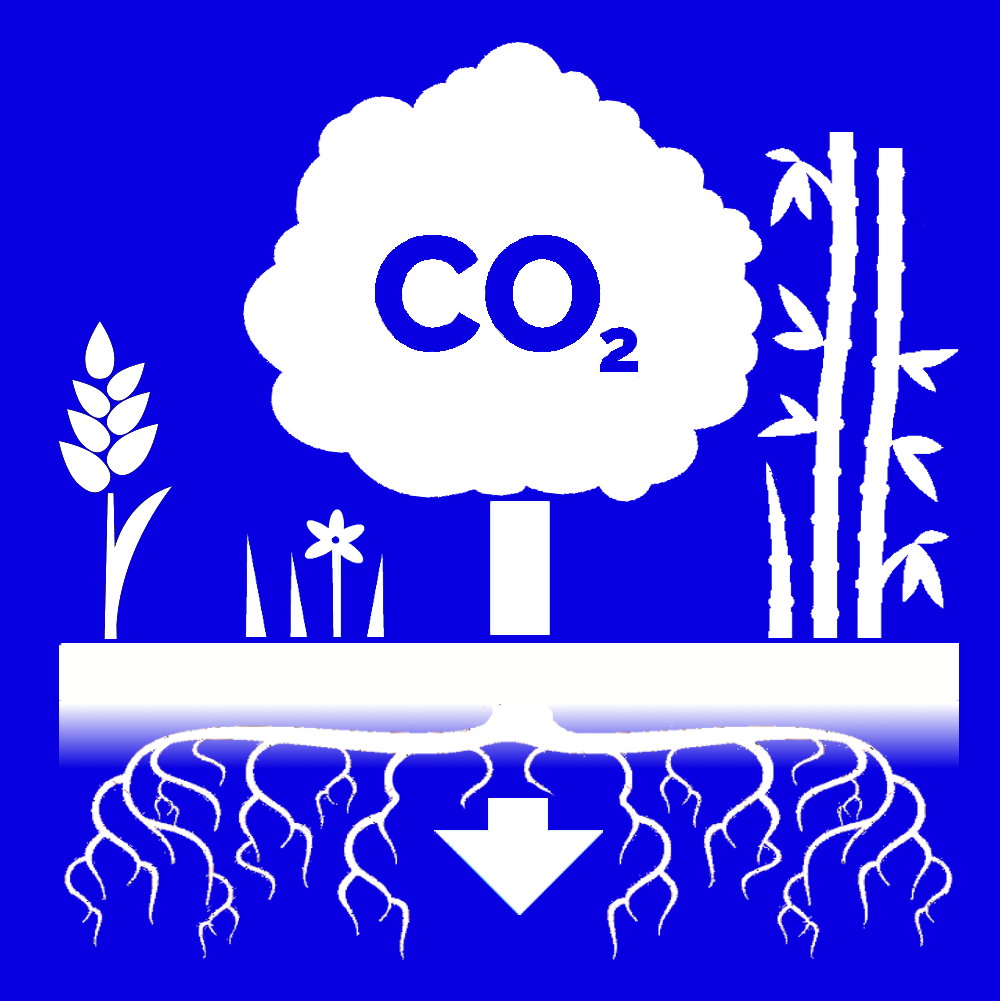
صورة توضيحية

### محطة طاقة بالوقود الأحفوري
تتمثل الميزة النظرية التي تتمتع بها أنظمة احتجاز ثنائي أكسيد الكربون وتخزينه في خفض انبعاثات ثنائي أكسيد الكربون بنسبة تصل إلى 90%، اعتمادًا على نوع المحطة. بشكل عام، تنشأ التأثيرات البيئية الناجمة عن استخدام احتجاز ثنائي أكسيد الكربون وتخزينه خلال إنتاج الطاقة، واحتجاز ثنائي أكسيد الكربون، والنقل، والتخزين.
يلزم توفير طاقة إضافية لاحتجاز ثنائي أكسيد الكربون، وهذا يعني ضرورة استخدام المزيد من الوقود لإنتاج نفس كمية الطاقة، وفقًا لنوع المحطة. بالنسبة إلى محطات الفحم الحجري المسحوق فوق الحرجة الجديدة التي تستخدم التقنية الحالية، تتراوح متطلبات الطاقة الإضافية من 24 إلى 40%، في حين تتراوح النسبة بين 11 و22% بالنسبة إلى محطات الدورة المركبة للغاز الطبيعي، أما بالنسبة إلى أنظمة دورة التغويز المركبة القائمة على الفحم، تتراوح النسبة بين 14 و25%. من الواضح أن استخدام الوقود والمشاكل البيئية الناشئة عن تعدين الفحم أو الغاز واستخراجهما تزداد تبعًا لذلك. تتطلب المحطات المزودة بأنظمة نزع كبريت غاز العادم للتحكم في ثنائي أكسيد الكبريت كميات أكبر نسبيًا من الحجر الجيري، وتتطلب الأنظمة المزودة بأنظمة الاختزال الحفزي الانتقائي لأكاسيد النيتروجين المنتَجة خلال الاحتراق؛ كميات أكبر نسبيًا من الأمونيا.
قدمت اللجنة الدولية للتغيرات المناخية تقديرات لانبعاثات الهواء من مختلف تصميمات محطات احتجاز ثنائي أكسيد الكربون وتخزينه. في حين أن ثنائي أكسيد الكربون انخفض بشكل كبير، وإن لم يكن احتُجز بشكل كامل، فإن انبعاثات ملوثات الهواء تزداد زيادة كبيرة، يُعزى ذلك عمومًا إلى طاقة الاحتجاز المهدرة. بالتالي، فإن استخدام تكنولوجيا احتجاز ثنائي أكسيد الكربون وتخزينه يستلزم خفض جودة الهواء. لا يزال نوع وكمية ملوثات الهواء يعتمدان على التكنولوجيا. يُحتجز ثنائي أكسيد الكربون باستخدام المذيبات القلوية التي تمتص ثنائي أكسيد الكربون الحمضي عند درجات حرارة منخفضة في الممصاص، وتطلق ثنائي أكسيد الكربون عند درجات حرارة أعلى في جهاز انتزاز. تحتوي محطات الأمونيا المبردة لاحتجاز ثنائي أكسيد الكربون وتخزينه على انبعاثات أمونيا حتمية للهواء. تطلق «الأمونيا الوظيفية» كميات أقل من الأمونيا، ولكن قد تشكل الأمينات أمينات ثانوية، وستطلق هذه نتروزامينات متطايرة من تفاعل جانبي مع ثنائي أكسيد النيتروجين، الموجود في أي غاز مداخن حتى بعد إزالة أكسيد النيتروجين. مع ذلك، هناك أمينات متقدمة في الاختبار مع ضغط بخاري قليل إلى معدوم لتجنب هذه الانبعاثات من الأمين والنتروزامين المتتابع. غير أن جميع أمينات محطات الاحتجاز تشترك في أن ما يقارب من 100% من ثنائي أكسيد الكربون المتبقي في المحطات يُزال من غاز المداخن، وينطبق نفس الشيء على الغبار أو الرماد.